# Нижний Карасу (приток Ини)
Нижний Карасу — река в Онгудайском районе Республике Алтай России. Устье реки находится в 6 км по правому берегу реки Иня. Длина реки составляет 12 км.

## Данные водного реестра
По данным государственного водного реестра России относится к Верхнеобскому бассейновому округу, водохозяйственный участок реки — Катунь, речной подбассейн реки — Бия и Катунь. Речной бассейн реки — (Верхняя) Обь до впадения Иртыша.